# Saint-Pierre-d'Albigny
Saint-Pierre-d'Albigny (in italiano San Pietro d'Albignì ) è un comune francese di 3 777 abitanti situato nel dipartimento della Savoia della regione dell'Alvernia-Rodano-Alpi. Vi si trova il castello di Miolans.
Il comune si trova nella valle cosiddetta Comba di Savoia.

## Monumenti e luoghi d'interesse
- Castello di Miolans

## Società

### Evoluzione demografica
Abitanti censiti